# 匈牙利人民軍

匈牙利人民軍徽章

匈牙利人民軍（匈牙利語：Magyar Néphadsereg）是1951年6月1日—1990年3月14日匈牙利人民共和国的军队，先后由匈牙利劳动人民党和匈牙利社会主义工人党领导。1956年匈牙利革命期间，许多人民軍士兵加入起义群众抗击了苏联军队的入侵。该军队在其历史上只在国外参加过一次军事行动，即协助苏联镇压布拉格之春。匈牙利人民军与华约组织以及其他东方集团国家保持着紧密的联系。1990年，匈牙利人民軍解散。